# MAN NL 313-15
MAN NL 313-15 – autobus miejski, produkowany przez niemiecką firmę MAN.
Jest kolejną odmianą autobusu MAN NL 313. Produkowany jest w Niemczech. Model ten był kilkakrotnie modernizowany. Produkowana też była wersja CNG.

## Linki zewnętrzne

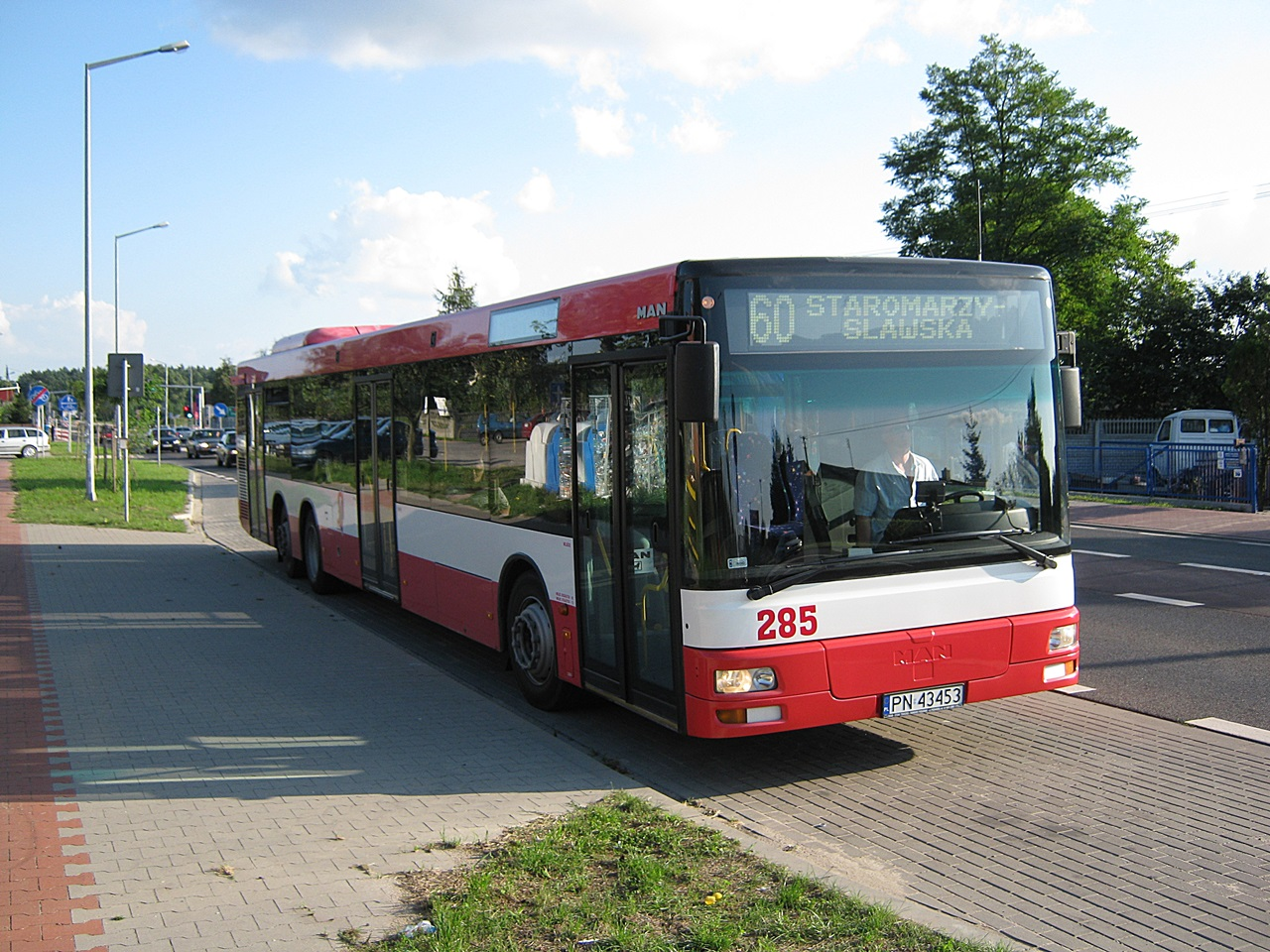
Man NL313-15 o numerze taborowym 285 należący do MZK Konin rusza z przystanku w Żychlinie, linia 60 Janowice- Staromorzysławska